# Liste der Monuments historiques in Gunstett
Die Liste der Monuments historiques in Gunstett führt die Monuments historiques in der französischen Gemeinde Gunstett auf.

## Liste der Objekte
| Bezeichnung                | Beschreibung                                                           | Standort                       | Kennzeichnung | Schutzstatus   | Datum     | Bild |
| -------------------------- | ---------------------------------------------------------------------- | ------------------------------ | ------------- | -------------- | --------- | ---- |
| Orgel                      | Ensemble aus PM67001021 und PM67000106; 1856 von Stiehr-Mockers gebaut | in der Kirche St-Michel (Lage) | PM67001020    | Inscrit Classé | 1982 1981 |      |
| Instrumentalteil der Orgel | 1856 von Stiehr-Mockers gebaut                                         | in der Kirche St-Michel (Lage) | PM67000106    | Classé         | 1981      |      |
| Orgelprospekt              | 1856 von Stiehr-Mockers gebaut                                         | in der Kirche St-Michel (Lage) | PM67001021    | Inscrit        | 1982      |      |